# The Danny Thomas Show
The Danny Thomas Show (tijdens de eerste drie seizoenen getiteld Make Room for Daddy) is een Amerikaanse komedieserie die op de Amerikaanse televisie werd uitgezonden van 1953 tot 1964. De hoofdrol werd gespeeld door Danny Thomas die een succesvol entertainer speelt. 

## Synopsis
Thomas speelde de rol van Danny Williams, een succesvolle komiek en nachtclubartiest in de Copa Club, gebaseerd op de iconische nachtclub Copacabana in New York. In de eerste versie van de show, Make Room for Daddy, speelde Jean Hagen de serieuze en liefhebbende vrouw van Thomas, Margaret. Hun dochter Terry werd gespeeld door Sherry Jackson en hun zoon Rusty door Rusty Hamer. Het uitgangspunt van de show was dat Danny zelden tijd had om met zijn gezin door te brengen en Margaret vrijwel alleen voor de kinderen moest zorgen. Ze voelde zich vaak verwaarloosd door Danny en had meerdere keren het gevoel dat ze hem wilde verlaten. Margaret was een societyvrouw en streng voor de kinderen, maar hield van haar gezin.
Louise Beavers verscheen in deze periode verschillende keren als Louise Evans, de huishoudster van de familie Williams. Ze lag vaak overhoop met Danny en koos in de meeste ruzies tussen het echtpaar de kant van Margaret. Nana Bryant verscheen vaak als Julia, de vriendelijke moeder van Margaret, die Danny en de kinderen erg aardig vonden. Margaret, die was opgevoed door haar tante en oom omdat haar moeder vaak op tournee was, was echter niet zo warm tegenover haar moeder. (Bryant stierf eind 1955 en in plaats van het personage opnieuw te casten, verdween ze gewoon. Toen Louise Beavers in 1955 ziek werd, nam Amanda Randolph de rol van Louise over.)

## Rolverdeling
- Danny Thomas als Danny Williams
- Jean Hagen als Margaret Williams (1953–1956)
- Marjorie Lord als Kathy "Clancey" O'Hara Williams (1957–1964)
- Rusty Hamer als Rusty Williams
- Angela Cartwright als Linda Williams (1957–1964)
- Sherry Jackson als Terry Williams (1953–1958)
- Penney Parker als Terry Williams (1959–1960)
- Louise Beavers als Louise (1953–1955)
- Amanda Randolph als Louise (1955–1964)

## Achtergrond
De eerste drie jaar heette de show Make Room for Daddy (vanaf seizoen vier omgedoopt tot The Danny Thomas Show) en behaalde behoorlijke kijkcijfers, maar haalde de top 30 van programma's niet. Kort nadat het derde seizoen was opgenomen, verliet Jean Hagen de show vanwege ontevredenheid over haar rol en frequente conflicten met Danny Thomas. Thomas was boos dat ze wegging en vond dat de show zonder haar niet zou blijven bestaan. Hij besloot echter door te gaan. Aan het begin van het vierde seizoen stonden zowel Thomas als producent Sheldon Leonard voor een ernstig dilemma: hoe moesten ze de afwezigheid van Hagen verklaren? Een scheiding tussen “Danny” en “Margaret” zou in die tijd onaanvaardbaar zijn geweest voor het televisiepubliek, dus werd uitgelegd dat Margaret plotseling buiten beeld was overleden. Het was een riskante zet, want tot dan toe was nog nooit een personage in een tv-sitcom overleden.
Danny was nu weduwnaar en combineerde zijn carrière als artiest met het alleen opvoeden van twee kinderen. Door het wegvallen van Jean Hagen werd karakteractrice en comédienne Mary Wickes gecast voor de terugkerende rol van Liz O'Neill, de nuchtere persagente van Danny Williams. Wickes bleef tot 1958 bij de show. Tijdens het vierde seizoen van de show was het Liz, samen met Louise en Danny's vrienden, die vaak voor de kinderen zorgden terwijl hij op tournee was. Hij besloot hen naar een kostschool te sturen, maar kwam later op zijn besluit terug en het gezin verhuisde naar een nieuw appartement. In datzelfde jaar had Danny ook een paar andere vrouwen en was hij bijna verloofd met een weduwe, totdat hij erachter kwam dat zij niet van kinderen hield. Tegen het einde van het seizoen waren de kijkcijfers gedaald en werd besloten dat er een vrouw en moeder nodig was om het gezin compleet te maken.
In een vierdelige verhaallijn die in april 1957 van start ging, werd zoon Rusty ziek met de mazelen en nam Danny Kathy O'Hara (Marjorie Lord), een jonge Ierse verpleegster, in dienst om voor hem te zorgen. Kathy was een weduwe met een dochtertje (gespeeld door Leilani Sorenson). Danny en Kathy werden al snel goede vrienden en het was dan ook geen verrassing dat Danny snel verliefd op haar werd, net als de kinderen. In de seizoensfinale verloofden de twee zich. In een merkwaardige wending stopte ABC op dat moment met de serie. In het voorjaar van 1957 stopte I Love Lucy, dat bijna zes jaar lang de best bekeken show op CBS was geweest, met de productie. Toen CBS hoorde dat ABC de serie stopzette, nam CBS deze op in zijn programma voor 1957-1958.
De Danny Thomas Show maakte zijn debuut op CBS op maandag 7 oktober 1957 om 21:00 uur, en nam daarmee het tijdslot over dat was vrijgekomen door het einde van I Love Lucy. In de eerste aflevering van het vijfde seizoen, “Lose Me In Las Vegas”, waren Danny en Kathy al getrouwd en op huwelijksreis. De familie Williams verhuisde naar een groter, gloednieuw appartement en met de verandering van zender veranderden de producenten ook Kathy's dochter. Leilani Sorenson werd uit de cast gezet en vervangen door Angela Cartwright als Linda. Linda werd vervolgens geadopteerd door Danny, waarna de kijkcijfers van de show drastisch stegen. Aan het einde van het vijfde seizoen behaalde The Danny Thomas Show zijn hoogste kijkcijfers en stond het op nummer 2. Tijdens dit seizoen was Amanda Randolph ziek en verscheen ze zelden als Louise, die naar verluidt herstellende was van de griep, waardoor Kathy het grootste deel van het huishouden voor haar rekening nam.
In het begin van het zesde seizoen verliet Sherry Jackson de serie en werd gezegd dat het personage Terry naar een meisjesschool in Parijs was gegaan. Jackson gaf aan dat zij net als Jean Hagen, waar ze close mee was wilde stoppen na drie seizoenen maar dat zij een contract van vijf jaar had en daar werd ze aan gehouden. 
In seizoen 7 werd het personage Terry teruggebracht, maar dan gespeeld door Penney Parker. Terry speelde in een verhaallijn van zeven afleveringen waarin ze verloofd raakte en uiteindelijk trouwde met Pat Hannigan (Pat Harrington, Jr.), een nachtclubvriend van Danny. Na de bruiloft verhuisden de Hannigans naar Californië en werd Terry zelden genoemd. Ze was nooit meer in de serie te zien.
In de laatste twee seizoenen, toen Thomas en Lord hun rollen beu waren, reisden Danny en Kathy regelmatig, en gedurende een groot deel van het tiende seizoen toerden ze door Europa (met een handvol afleveringen met locatiebeelden). Rusty en Linda werden opgevangen door Danny's manager, Charlie Halper (Sid Melton) en zijn vrouw Bunny (Pat Carroll). Tijdens het elfde en laatste seizoen besloot Thomas zich terug te trekken uit de show en het programma eindigde in het voorjaar van 1964, nog steeds als een van de populairste televisieprogramma's en op de negende plaats in de kijkcijfers.

## Prijzen
De serie werd 21 keer genomineerd voor een Emmy Award waarvan ze vijf nominaties konden verzilveren.
| Categorie                                     | Gewonnen in |
| --------------------------------------------- | ----------- |
| Beste nieuwe serie                            | 1954        |
| Beste komedieserie                            | 1955        |
| Beste mannelijke hoofdrol in een komedieserie | 1955        |
| Beste regie in een komedieserie               | 1957, 1961  |